# Ditassa silveirae
Ditassa silveirae là một loài thực vật có hoa trong họ La bố ma. Loài này được Fontella mô tả khoa học đầu tiên năm 1965.